# Площа Соборності (Умань)
Пло́ща Собо́рності — центральна площа Умані.

## Розташування
Знаходиться в центрі міста.

## Опис
Площа широка має протяжність 170 м, а ширину від 30 до 90 м. В центрі площі раніше знаходився пам'ятник В. І. Леніну, який був знесений 22 лютого 2014 року міською громадою. Рух по площі здійснюється за типом кола. Рух в бік вулиці Коломенської перекритий.
Периметр самої площі з пам'ятником було зменшено влітку 2009, тим-самим збільшили проїжджу (асфальтовану) частину.
22 лютого 2014 року пам'ятник Леніна було демонтовано.
До 2015 року мала назву площа Леніна. Площу перейменовано 25 грудня 2015 року на сесії міської Ради м. Умані.

## Походження назви
Площа названа на честь Дня соборності України.

## Будівлі
На площі знаходяться будівлі міської ради, податкового управління, телеграф, будинок культури, готель «Умань», декілька магазинів та центральний сквер (парк).реконструйований у 2008 році.

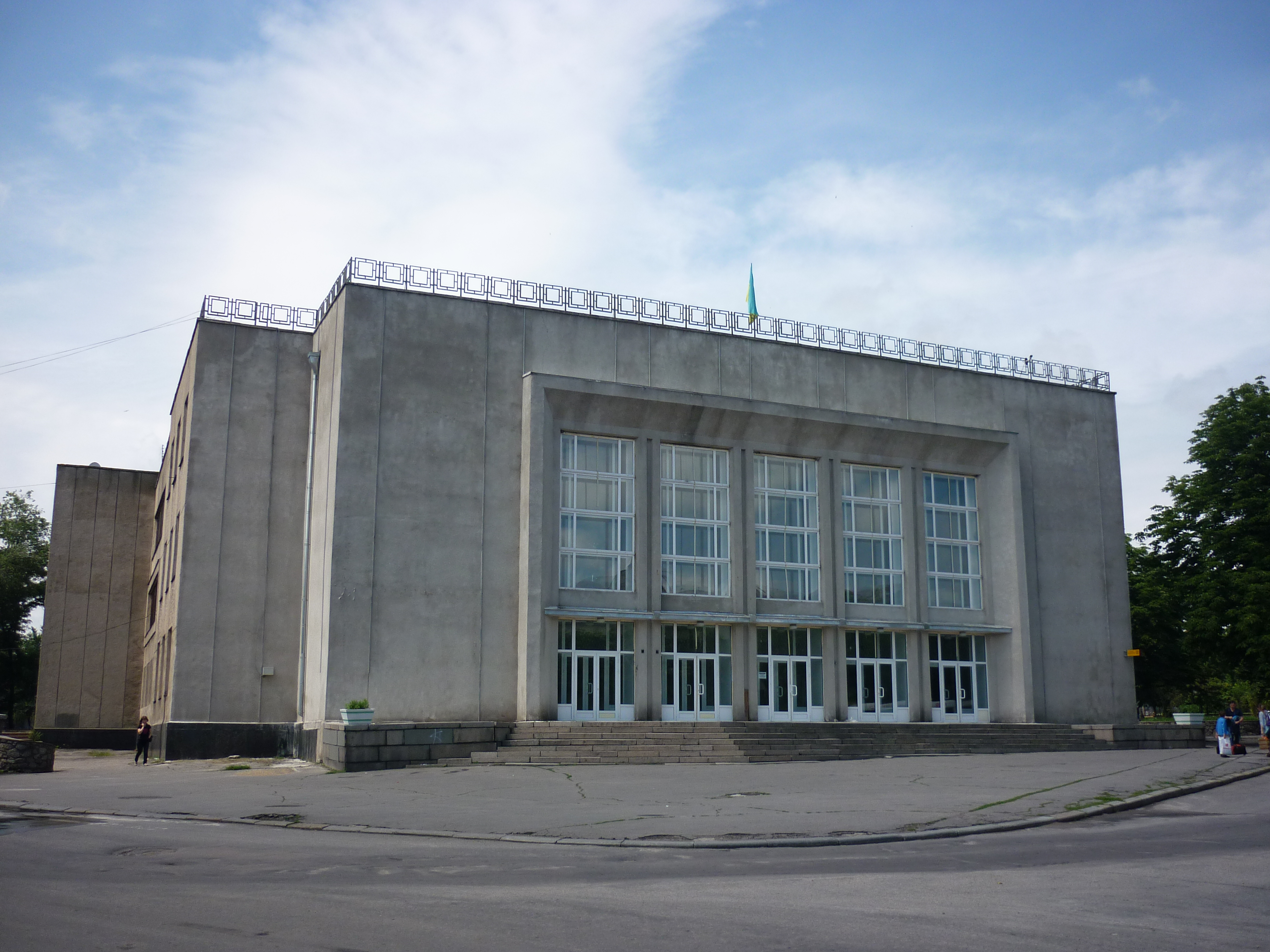
Уманський будинок культури
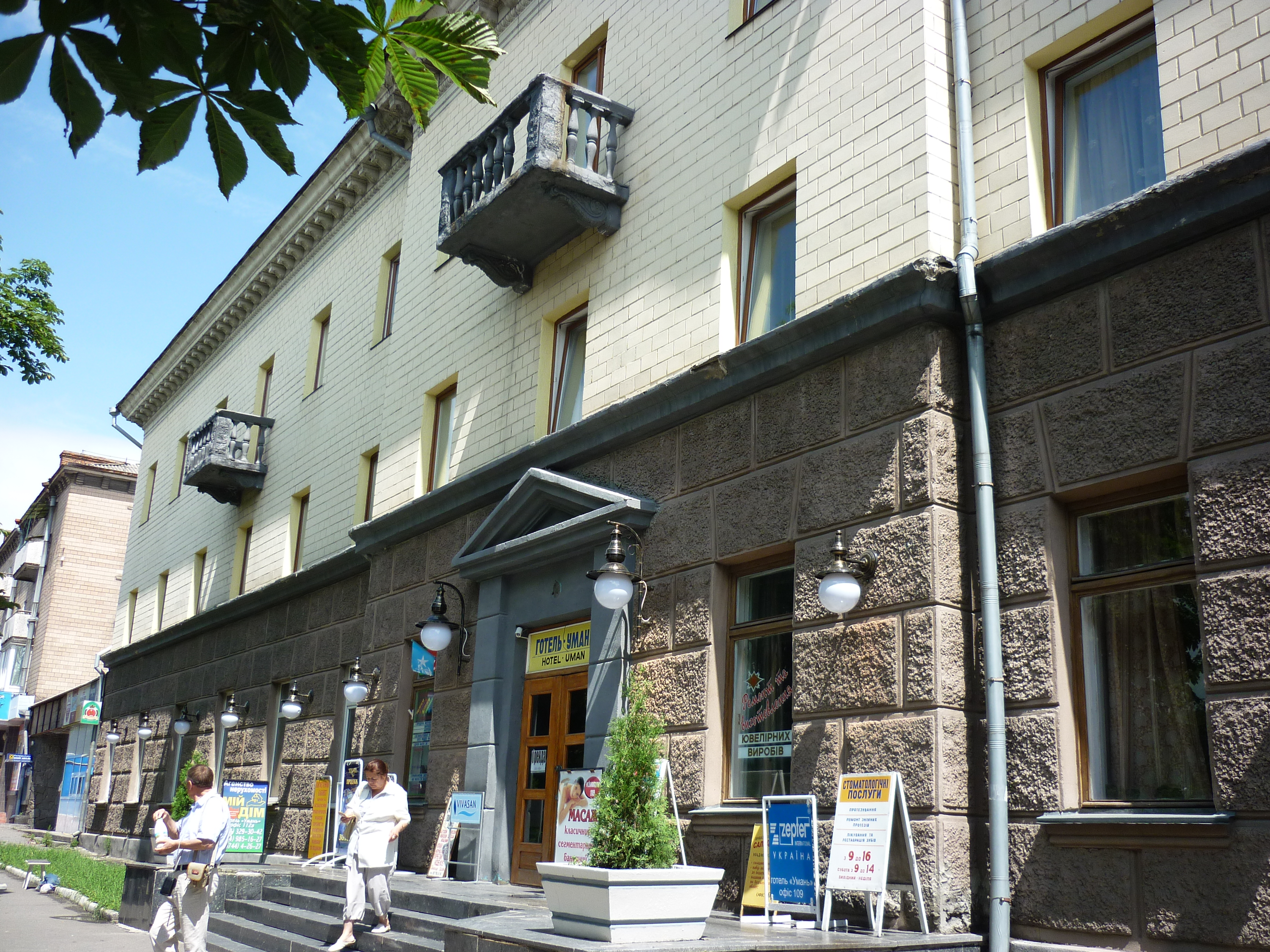
Готель «Умань»
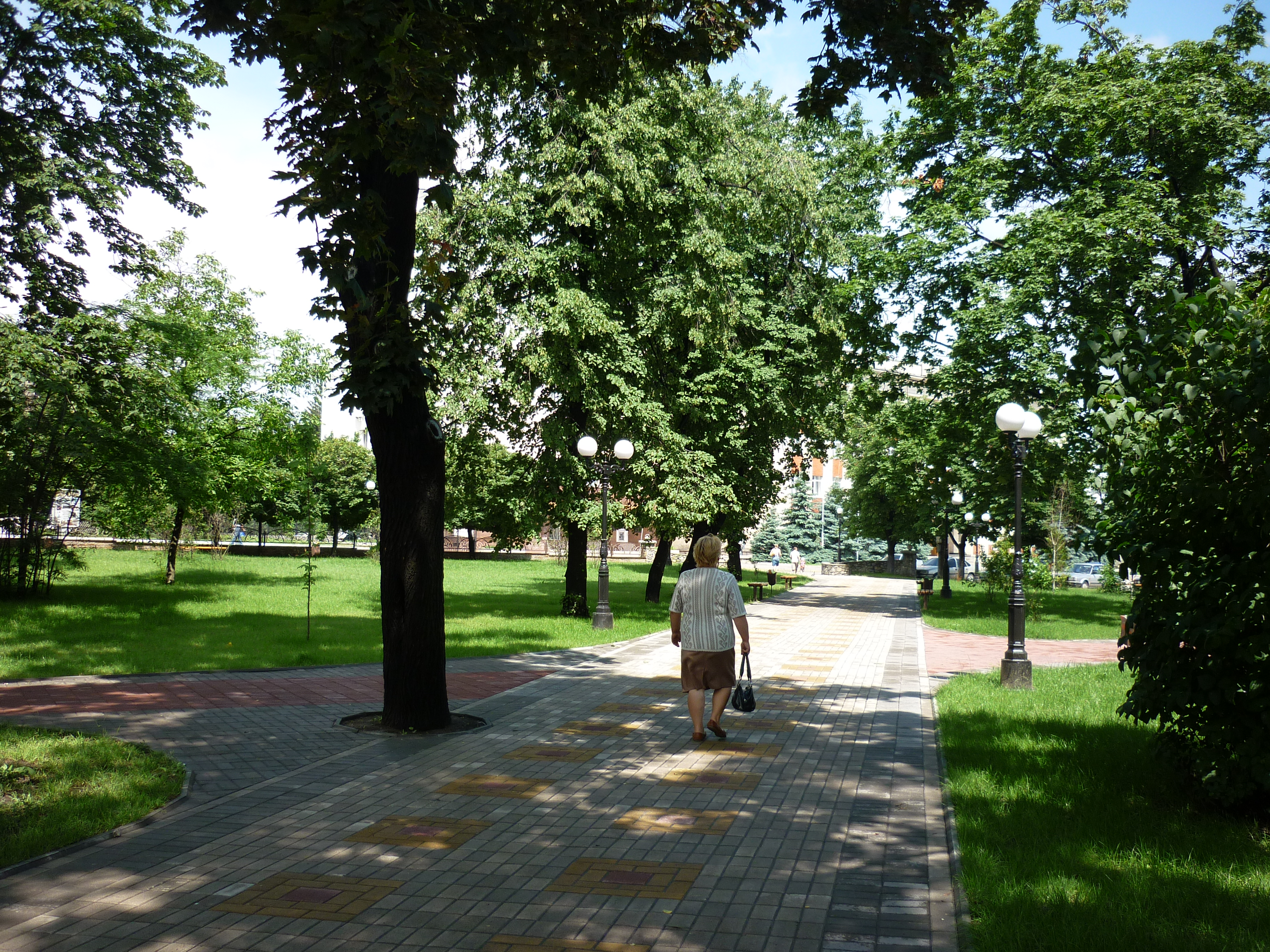
Центральний сквер
Уманська міська та районна ради
Уманське податкове управління
Міський телеграф